# Duguetia chrysocarpa
Duguetia chrysocarpa Maas – gatunek rośliny z rodziny flaszowcowatych (Annonaceae Juss.). Występuje endemicznie w Brazylii – w stanach Bahia, Espírito Santo oraz Minas Gerais. 

## Morfologia
PokrójZimozielone drzewo lub krzew dorastające do 3–10 m wysokości.
LiścieMają eliptyczny kształt. Mierzą 15–25 cm długości oraz 4–8 cm szerokości. Blaszka liściowa jest całobrzega o tępym wierzchołku.
KwiatySą pojedyncze, rozwijają się w kątach pędów. Mają 6 płatków o barwie od żółtej do białawej. Kwiaty mają 50 słupków.
OwoceMają kulisty kształt. Osiągają 30–35 mm średnicy.

## Biologia i ekologia
Rośnie w lasach. Występuje na terenach nizinnych.